# Nick Sorensen
Nicholas Carl „Nick“ Sorensen (* 31. Juli 1978 in Winter Haven, Florida) ist ein US-amerikanischer American-Football-Trainer und ehemaliger -Spieler. Er ist Defensive Coordinator bei den San Francisco 49ers in der National Football League (NFL). Mit den Seahawks gewann er nach der Saison 2014 den Super Bowl XLVIII.

## Karriere
Sorensen wurde am 27. April 2001 von den Miami Dolphins als ungedrafteter Free Agent unter Vertrag genommen, jedoch bereits vor Saisonbeginn entlassen. Daraufhin verpflichteten ihn die St. Louis Rams, für welche er zwei Spielzeiten lang spielte, darunter auch im  Super Bowl XXXVI. 2003 wechselte er von den Rams zu den Jacksonville Jaguars. Nach einer Verletzung im Jahr 2006 wurde er von den Jaguars entlassen. Nach seiner Genesung nahmen ihn die Cleveland Browns unter Vertrag. Während seiner Zeit bei den Browns nahm er an jedem Spiel teil, war jedoch kein einziges Mal Starter.
Am 28. August 2010 verletzte er sich in einem Spiel gegen die Detroit Lions und beendete kurz darauf seine Spielerkarriere.
Nach einer einjährigen Karriere als Radiomoderator arbeitete Sorenson von 2013 bis 2020 als Assistenztrainer der Special Teams und Defensive Backs bei den Seattle Seahawks. 2021 wurde er Special Teams Coordinator bei den Jacksonville Jaguars, ehe er 2022 Trainer der Nickelbacks und Defensive Passing Game Coordinator der San Francisco 49ers wurde. Zur Saison 2024 wurde er zum Defensive Coordinaor ernannt.